# Evelyn Fox Keller

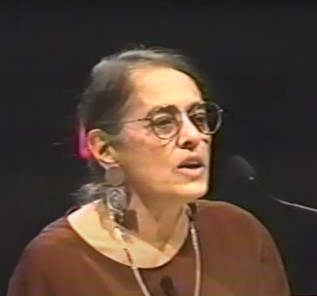
Evelyn Fox Keller (1999)

Evelyn Fox Keller (* 20. März 1936 in New York City; † 22. September 2023 in Cambridge, Massachusetts) war eine US-amerikanische Philosophin, die sich mit feministischer Wissenschaftskritik beschäftigte. Sie war zuletzt Emerita am Massachusetts Institute of Technology (MIT).
Ihre Forschungsschwerpunkte lagen im Bereich der Biologie und Gender Studies, dabei untersuchte sie insbesondere den Zusammenhang zwischen Geschlechterrolle und Wissenschaft vor dem Hintergrund der Psychoanalyse – im Besonderen der Objektbeziehungstheorie. Sie gilt als eine der Pionierinnen auf dem Gebiet der feministischen Naturwissenschaftsforschung und -wissenschaftskritik. Aus ihren wissenschaftstheoretischen Forschungen zog Keller den Schluss, dass die durch männliche Dominanz geprägte innere Struktur der Wissenschaft zu den bioethischen Problemen der Gegenwart führt.

## Wissenschaftliche Laufbahn
Nach einem Studium der Physik an der Brandeis University graduierte Keller 1957 (B.A.), daran anschließend promovierte sie 1963 an der Harvard University. Nach einer Reihe verschiedener Lehraufträge und akademischer Ehrungen war sie von 1988 bis 1992 Professorin an der University of California, Berkeley, im Bereich Rhetorik, Geschichte und Gender Studies. Sie wechselte 1992 als Professorin für Wissenschaftsgeschichte und -philosophie zum Massachusetts Institute of Technology in Cambridge (Massachusetts).
Sie entwickelte mit Lee Segel Anfang der 1970er Jahre das Keller-Segel-Modell der mathematischen Biologie mit Anwendung in bakterieller Chemotaxis und Organisation von Schleimpilzen.
1992 war sie MacArthur Fellow. 2006 wurde sie in die American Philosophical Society und 2007 in die American Academy of Arts and Sciences gewählt. 2011 wurde sie mit dem John Desmond Bernal Prize der Society for Social Studies of Science ausgezeichnet. 2018 erhielt sie den Dan-David-Preis zugesprochen.
Sie starb am 22. September 2023 im Alter von 87 Jahren.

## Schriften (Auswahl)
- Barbara McClintock. Die Entdeckerin der springenden Gene. Birkhäuser, Basel/Boston/Berlin 1995, ISBN 3-7643-5013-X (Übersetzung von A Feeling for the Organism: The Life and Work of Barbara McClintock. W.H. Freeman, San Francisco 1983).
- Liebe, Macht und Erkenntnis. Männliche oder weibliche Wissenschaft? Carl Hanser, München/Wien 1986, ISBN 3-446-14652-0.
- Three Cultures: fifteen lectures on the confrontation of academic cultures. Universitaire Pers Rotterdam 1989, ISBN 90-237-1125-4.
- mit Marianne Hirsch (Hrsg.): Conflicts in Feminism. Routledge, New York 1990, ISBN 0-415-90177-4.
- Das Leben neu denken: Metaphern der Biologie im 20. Jahrhundert. Kunstmann, München 1998, ISBN 3-88897-199-3.
- Das Jahrhundert des Gens. Campus, Frankfurt am Main/New York 2001, ISBN 3-593-36720-3.
- Making Sense of Life: Explaining Biological Development with Models, Metaphors and Machines. Harvard University Press, Cambridge 2002, ISBN 0-674-00746-8.
- The Mirage of a Space between Nature and Nurture. Duke University Press, Durham 2010, ISBN 0-8223-4731-8.